# Quan Sơn, Đài Đông

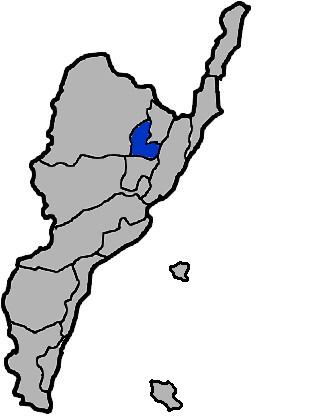
Vị trí tại Đài Đông

Quan Sơn (giản thể: 关山镇; phồn thể: 關山鎮; bính âm: Guānshān zhèn) là một trấn của huyện Đài Đông, tỉnh Đài Loan, Trung Hoa Dân Quốc (Đài Loan). Quan Sơn có địa hình đồi núi, nông nghiệp phát triển tại các khu vực thung lũng. Diện tích của trấn là 58,7351 km², dân số vào tháng 8 năm 2011 là 9.614 người thuộc 3.222 hộ gia đình, mật độ dân số đạt 163,7 người/km². Quan Sơn là trấn ít dân nhất tại Đài Loan.